# Aeroporto delle Isole Cocos e Keeling
L'aeroporto delle Isole Cocos e Keeling è un aeroporto sito sulle omonime isole, in particolare sulla West Island, ubicate nell'Oceano Indiano, a metà fra Sri Lanka ed Australia, ma facente parte di quest'ultimo Stato.

## Caratteristiche
L'aeroporto, gestito dal Toll Group, si trova ad un'elevazione di 3 metri (10 piedi) ed è dotato di un'unica pista di atterraggio in asfalto con orientamento 15/33 e lunghezza pari a 2 441 m (7 999 piedi).

## Galleria d'immagini

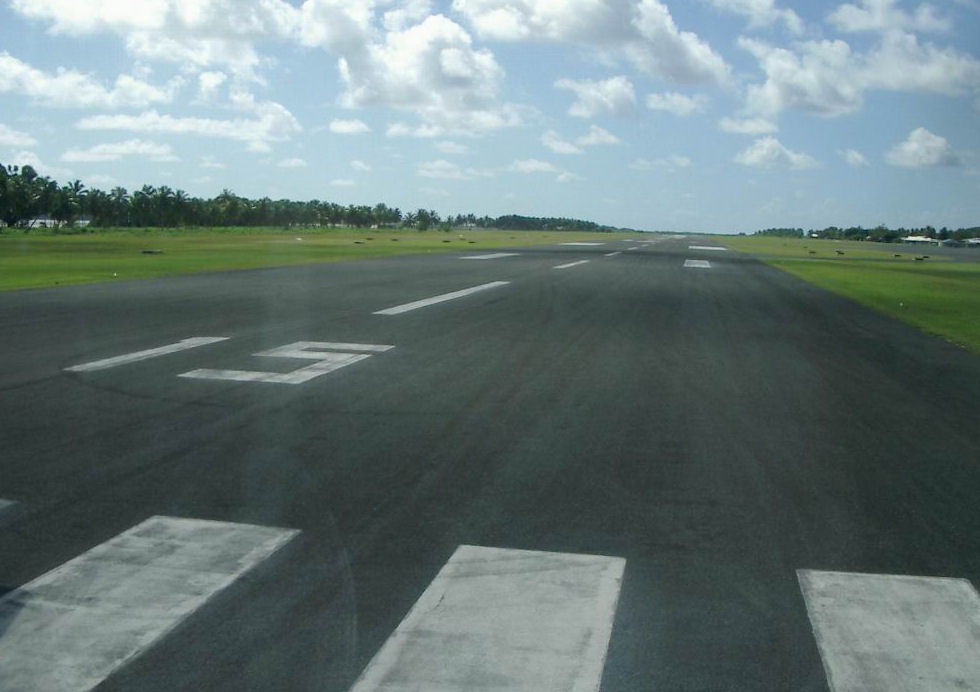
Vista dalla testata 15.
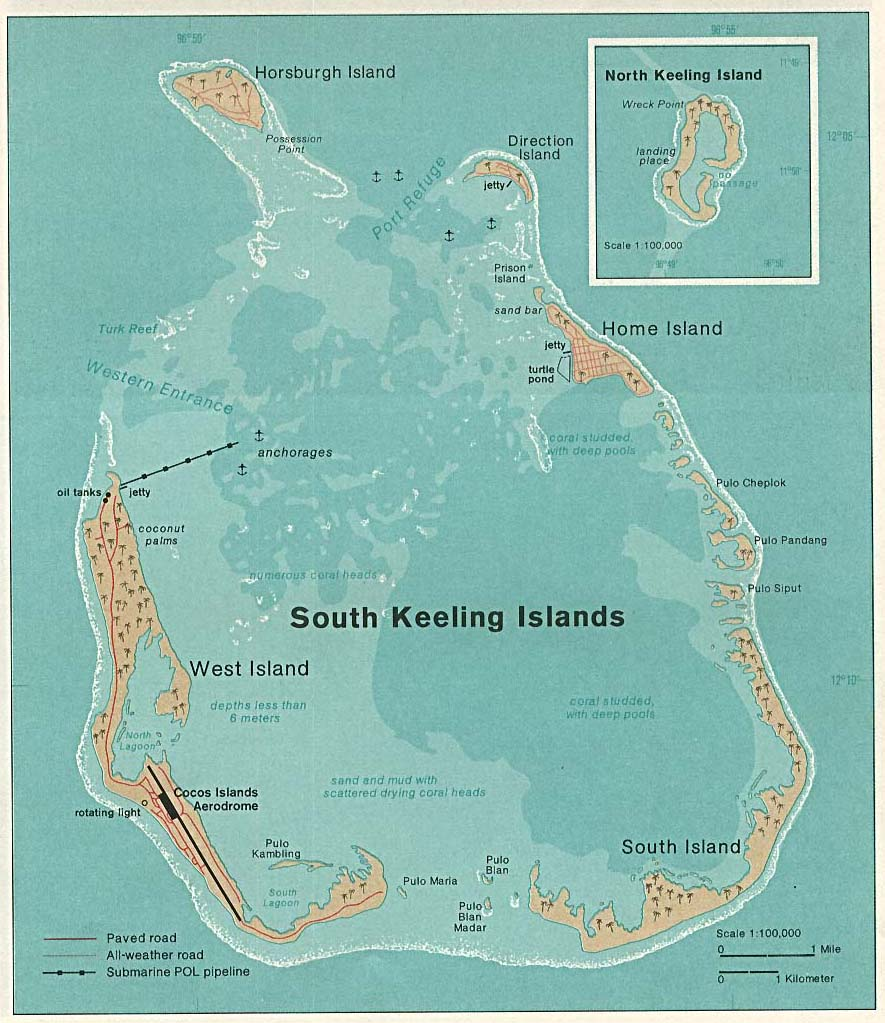
Localizzazione dell'aeroporto nelle Isole Cocos e Keeling.